# シャルル・アメデ・ド・サヴォワ＝ヌムール
シャルル・アメデ・ド・サヴォワ＝ヌムール（フランス語: Charles-Amédée de Savoie-Nemours, 1624年4月12日 - 1652年7月30日）は、ヌムール公（在位：1641年 - 1652年）、フランスの軍事指導者。サヴォイア公妃マリー・ジャンヌとポルトガル王妃マリー・フランソワーズの父。

## 生涯
シャルル・アメデは3代ヌムール公アンリ1世（1572年 - 1632年）とアンヌ・ド・ロレーヌの息子で、1641年に死去したヌムール公ルイの弟である。
1645年にフランドル軍に加わり、翌年にはコルトレイク包囲戦で軽騎兵を指揮した。1652年にはフロンドの乱に参加し、ブレノーおよびフォーブール・サンタントワーヌで戦い、負傷した。
1643年7月11日にルーヴル宮において、フランス王アンリ4世と愛妾のガブリエル・デストレの息子ヴァンドーム公セザールの娘エリザベート・ド・ブルボンと結婚した。エリザベートの母はメルクール公フィリップ・エマニュエルの娘で裕福な女子相続人のフランソワーズ・ド・ロレーヌ（1592年 - 1669年）であった。
シャルル・アメデには2人の娘、3人の息子、そして性別が記録されていない死産の子供がいた。しかし成人したのは2人の娘だけであった。
- マリー・ジャンヌ（1644年 - 1724年） - "ヌムール嬢"、1665年にサヴォイア公カルロ・エマヌエーレ2世と結婚[2]。
- 死産
- マリー・フランソワーズ（1646年 - 1683年） - 1666年にポルトガル王アフォンソ6世と結婚（1668年婚姻無効）、その後アルフォンソ6世の弟で摂政のペドロと再婚した[2]。
- ジョゼフ（1649年）
- フランソワ（1650年）
- シャルル・アメデ（1651年）

シャルル・アメデは1652年に義弟のボーフォール公フランソワ・ド・ブルボンによって決闘で殺された。シャルル・アメデの弟でランス大司教であったアンリは、ヌムール公の称号を引き継ぐために聖職者の道を断念した。